# ソロフラ
ソロフラ（伊: Solofra）は、イタリア共和国カンパニア州アヴェッリーノ県にある、人口約12,000人の基礎自治体（コムーネ）。

## 地理

### 位置・広がり

#### 隣接コムーネ
隣接するコムーネは以下の通り。括弧内のSAはサレルノ県所属を示す。
- アイエッロ・デル・サーバト
- カルヴァーニコ (SA)
- コントラーダ
- モントーロ
- セリーノ